# Daniel Moder
Ne pas confondre avec l'entrepreneur suisse Daniel Model (né en 1960).
Daniel Richard Moder, né le 31 janvier 1969 à Los Angeles (Californie), est un directeur de la photographie américain (parfois crédité Danny Moder).

## Biographie
Daniel Moder débute comme assistant de production sur USS Alabama (1995), réalisé par Tony Scott qu'il retrouvera sur trois autres films. Il est également deuxième assistant opérateur (ex. : The Brave de Johnny Depp, 1997), premier assistant opérateur (ex. : Le Mexicain de Gore Verbinski, 2001) et cadreur (ex. : Spider-Man 3 de Sam Raimi, 2007).
Il fait une première expérience comme chef opérateur sur le court métrage Kid Quick (2000). Son premier long métrage à ce poste est Grand Champion (en) de Barry Tubb (en) (2002).
Parmi les films américains notables dont il dirige les prises de vues, mentionnons Plush de Catherine Hardwicke (2013), Flag Day de Sean Penn (2021) et Ezra de Tony Goldwyn (2023).
Pour la télévision américaine, il est directeur de la photographie sur des séries, dont les épisodes pilotes d’Animal Kingdom (2016), Le Dernier Seigneur (2016) et Dead to Me (2019).
S'ajoutent des téléfilms, comme The Normal Heart de Ryan Murphy (2014), avec Julia Roberts, son épouse depuis 2002 (rencontrée en 2000 sur le tournage du film Le Mexicain précité, où elle tenait le rôle féminin principal).
The Normal Heart lui vaut une nomination au Creative Arts Primetime Emmy Award de la meilleure photographie pour une mini-série ou un téléfilm.

## Filmographie partielle

### Cinéma

#### Fonctions secondaires
- 1995 : USS Alabama (Crimson Tide) de Tony Scott (assistant de production)
- 1996 : Le Fan (The Fan) de Tony Scott (deuxième assistant opérateur)
- 1997 : The Brave de Johnny Depp (deuxième assistant opérateur)
- 1998 : Ennemi d'État (Enemy of State) de Tony Scott (deuxième assistant opérateur)
- 2000 : Le Bon Numéro (Lucky Numbers) de Nora Ephron (deuxième assistant opérateur)
- 2001 : Le Mexicain (The Mexican) de Gore Verbinski (premier assistant opérateur)
- 2002 : Full Frontal de Steven Soderbergh (premier assistant opérateur)
- 2003 : Le Sourire de Mona Lisa (Mona Lisa Smile) de Mike Newell (directeur de la photographie de seconde équipe)
- 2004 : Mémoire effacée (The Forgotten) de Joseph Ruben (cadreur)
- 2005 : Mr. et Mrs. Smith (Mr. & Mrs. Smith) de Doug Liman (cadreur)
- 2005 : Braqueurs amateurs (Fun with Dick and Jane) de Dean Parisot (cadreur)
- 2006 : Friends with Money de Nicole Holofcener (cadreur)
- 2006 : Déjà vu (Déjà Vu) de Tony Scott (cadreur)
- 2006 : Seraphim Falls de David Von Ancken (cadreur)
- 2007 : Spider-Man 3 de Sam Raimi (cadreur)
- 2015 : Point Break d'Ericson Core (cadreur)

#### Directeur de la photographie
- 2002 : Grand Champion (en) de Barry Tubb (en)
- 2008 : Fireflies in the Garden de Dennis Lee
- 2013 : Plush de Catherine Hardwicke
- 2015 : Aux yeux de tous (Secret in Their Eyes) de Billy Ray
- 2018 : Ibiza d'Alex Richanbach
- 2021 : Flag Day de Sean Penn
- 2023 : Ezra de Tony Goldwyn

### Télévision
(directeur de la photographie, sauf mention contraire)

#### Séries
- 2016 : Animal Kingdom, saison 1, épisode 1 Bienvenue dans la famille (pilote, Animal Kingdom)
- 2016 : Le Dernier Seigneur (The Last Tycoon), mini-série, épisode pilote (sans titre) de Billy Ray
- 2019 : Dead to Me, saison 1, épisode 1 Dead to Me (pilote)

#### Téléfilms
- 1999 : Morrie : Une leçon de vie (Tuesdays with Morrie) de Mick Jackson (deuxième assistant opérateur)
- 2014 : The Normal Heart de Ryan Murphy

## Distinction
- 2014 : Nomination au Creative Arts Primetime Emmy Award de la meilleure photographie pour une mini-série ou un téléfilm, pour The Normal Heart